# Ischnocnemis caerulescens
Ischnocnemis caerulescens là một loài bọ cánh cứng trong họ Cerambycidae.